# Carpo Corona
Carpo Corona est une corona, formation géologique en forme de couronne, située sur la planète Vénus par -37,5° S et 3° E. Elle est localisée dans le quadrangle de Kaiwan Fluctus. Elle a été nommée en référence à Carpo, déesse de la fertilité grecque. 

## Géographie et géologie
Carpo Corona couvre une surface circulaire d'environ 215 km de diamètre. 